# Kedungturi (Taman)
Kedungturi is een bestuurslaag in het regentschap Sidoarjo van de provincie Oost-Java, Indonesië. Kedungturi telt 12.691 inwoners (volkstelling 2010).